# Ranger's House

Ranger's House est un manoir georgien de brique rouge et de style palladien, adjacent à Greenwich Park au sud-est de Londres. Il est situé à Blackheath et donne directement sur Greenwich Park. Il était auparavant connu sous le nom de Chesterfield House ; son nom actuel est associé au Ranger de Greenwich Park, une nomination royale ; la maison a été la résidence officielle du Ranger pendant la majeure partie du XIXe siècle. Il y a une roseraie derrière et, depuis 2002, elle abrite la collection d'art Wernher. Celle-ci est composée d'intérieurs lambrissés, et comprend des sculptures médiévales, des émaux scintillants, des bijoux ornés, des peintures de la Renaissance, notamment La Madone de la Grenade (Madonna della Melagrana) de l'atelier de Sandro Botticelli, des maîtres anciens néerlandais et des tapisseries françaises. 

## Histoire

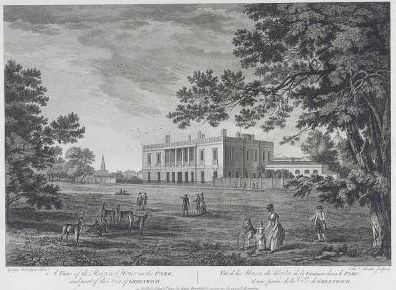
La maison du Ranger, Greenwich par George Robertson, 1791. Construit vers 1722-1723 pour le capitaine Francis Hosier. National Maritime Museum, Londres. (PT2659)

La maison, datant probablement de 1722-1723, a été à l'origine construite pour le capitaine, plus tard vice-amiral, Francis Hosier (1673-1727) sur une friche adjacente à Greenwich Park, probablement par l'architecte John James. La maison avait alors une vue superbe et un accès facile à Londres par la route et la rivière. Hosier avait fait fortune grâce au commerce en mer. Le navire sur lequel il était lieutenant et qui lui appartenait s'appelait le Neptune. Hosier a occupé la maison jusqu'à sa mort de la fièvre jaune en mer en 1727, pendant le blocus désastreux de Porto Bello au large du Panama. 
En 1748, le 4e comte de Chesterfield a hérité du bail de la maison. C'était un homme politique, un diplomate, un homme de lettres et d'esprit qui est finalement devenu secrétaire d'État. Il a ajouté la splendide galerie aux fenêtres en arc pour divertir et exposer ses trésors artistiques. Chesterfield a écrit que la vue de la galerie lui offrait « trois perspectives différentes et les plus belles du monde ». 
En 1782, Richard Hulse (1727–1805), 2e fils de Sir Edward Hulse, acheta la propriété. Médecin de George II  et d'Elizabeth Levett, il devintt haut shérif du Kent en 1768. Il a occupé le poste de sous-gouverneur de la Compagnie de la Baie d'Hudson entre 1799 et 1805. Il est décédé célibataire sans descendance . Hulse a ajouté une pièce avec un bow-window sur le côté nord pour équilibrer la galerie de Chesterfield et c'est ainsi que la maison apparaît aujourd'hui. 
Chesterfield House, comme on l'appelait, a été brièvement renommée Brunswick House pendant quer la duchesse de Brunswick l'a occupée, de 1807 à 1813. 
Elle a été utilisée pour la première fois comme résidence officielle du Ranger de Greenwich Park en 1816  ; auparavant, Caroline de Brunswick, nommée Ranger en 1806, avait vécu dans la maison Montagu voisine (démolie en 1815). 
À l'invitation de la Reine, le maréchal Lord Wolseley et sa famille ont déménagé de leur ancienne maison au 6, Hill Street, à Londres, pour s'installer dans la maison beaucoup plus grandiose des Rangers à l'automne 1888. 
Le London County Council a acquis la maison en 1897 et l'a restaurée. Deux plaques bleues ont été érigées par le London County Council en 1937 pour commémorer Wolseley et Chesterfield à la maison. 
Au 20e siècle, elle est devenue un club social et sportif et a ensuite été utilisé pour exposer des collections d'instruments de musique et de portraits jacobins. 

### Ranger of Greenwich Park
Le premier Ranger a été nommé en 1690 (il s'agit d'une nomination royale, une sinécure sans responsabilités officielles, qui a été pendant quelques années combinée avec le bureau du gouverneur de l'hôpital de Greenwich). Au début, le Ranger résidait à la Queen's House de Greenwich. Font partie des anciens Rangers : 
- Charles Sackville, 6e comte de Dorset (nommé en 1690)
- Henry Sydney, 1er comte de Romney (1697 -? ) [7]
- Sir William Gifford (1710 -? )
- Matthew Aylmer, 1er baron Aylmer (1714-1720) [8]
- Sir John Jennings (1720-1743)
- Lady Catherine Pelham (épouse de Henry Pelham ; 1743-1780)
- Caroline de Brunswick (1805–1813)
- La princesse Sophia Mathilda de Gloucester (1813 [9] - 1844)
- Grenat Wolseley, 1er vicomte Wolseley (1888–1896)

## Collection Wernher
La collection Wernher a été constituée par le magnat du diamant d'origine allemande Sir Julius Wernher à la fin du XIXe siècle et au début du XXe siècle. Wernher a vécu à Bath House sur Piccadilly et à Luton Hoo dans le Bedfordshire. À une certaine époque, une partie de la collection était exposée au public à Luton Hoo, qui appartenait aux descendants de Sir Julius jusqu'aux premières années du XXIe siècle. Il y a environ 700 objets exposés à Ranger's House occupant douze pièces, dont certaines ont été décorées pour évoquer la façon dont la collection était exposée lorsqu'elle était à Bath House. 
La collection comprend des peintures de Sandro Botticelli, Filippino Lippi, Hans Memling, Gabriel Metsu, Francesco Francia et des portraits des peintres anglais Joshua Reynolds, George Romney et John Hoppner. 
La collection contient également un mélange éclectique d'art décoratif avec de nombreuses pièces de maîtres reconnus, notamment des bijoux de la Renaissance, des ivoires médiévaux, byzantins et de la Renaissance, des émaux, des bronzes, de la majolique italienne, des tapisseries, des meubles et de la porcelaine de Sèvres, ainsi qu'une sculpture en marbre grandeur nature par Bergonzoli d'un ange embrassant une femme semi-nue intitulée L'Amour des Anges.
Non seulement bon nombre de ces pièces sont des exemples uniques de leur genre, mais les histoires qu'elles racontent en disent long sur la fabrication, le sens et le mouvement de l'art sur la scène mondiale.
Avec une interprétation nouvelle et améliorée mettant en évidence la qualité exceptionnelle de ces objets, la collection Wernher à Ranger's House offre une occasion remarquable de voir l'une des plus grandes collections d'art privées encore existantes jamais réunies en Europe.
Ranger's House est confiée à English Heritage.

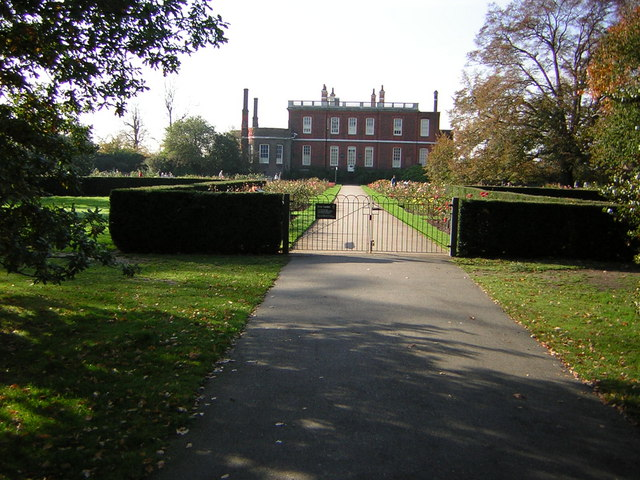
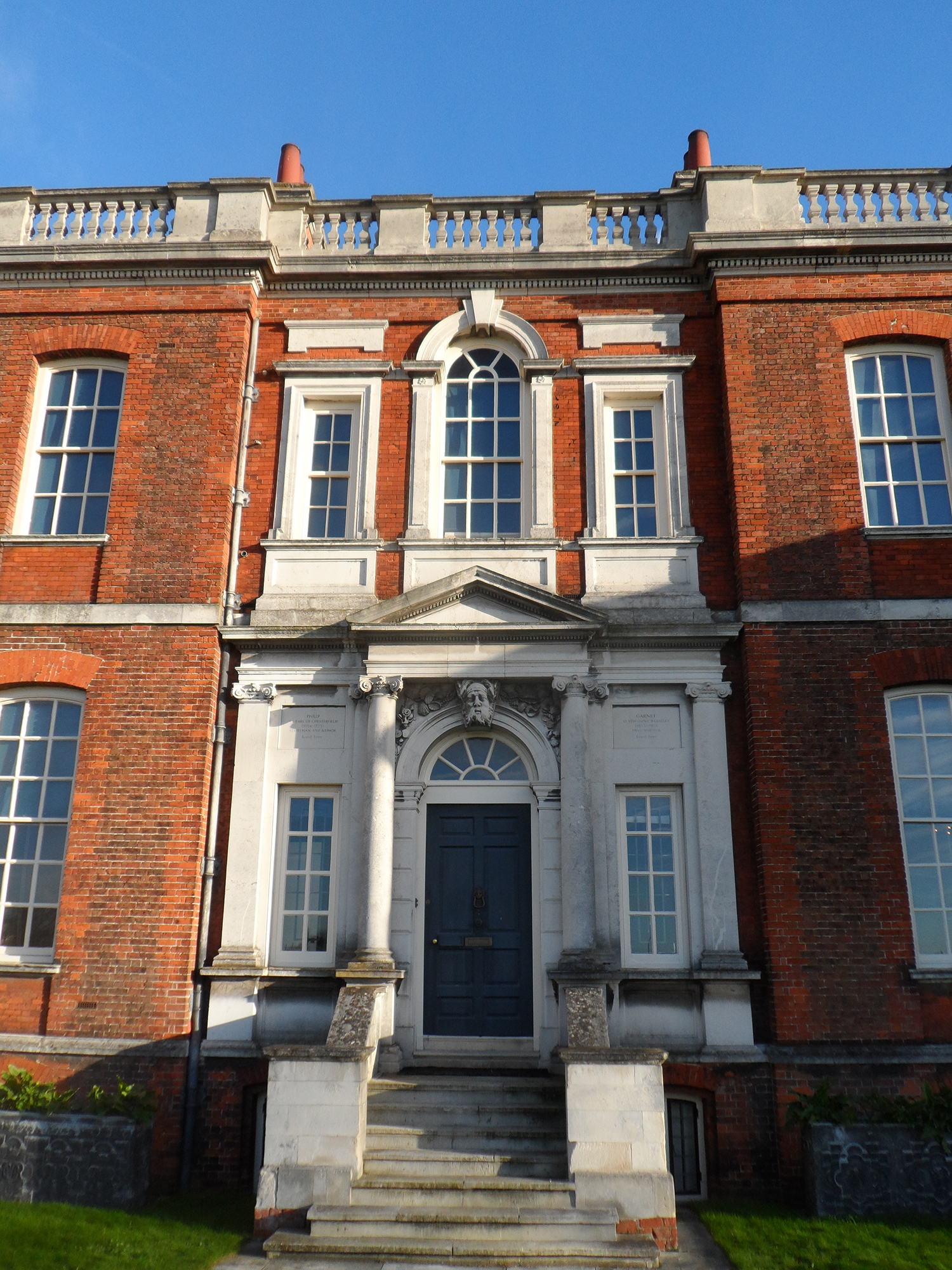

## Tournages
La Ranger's House a servi de lieu de tournage pour la série télévisée américaine La Chronique des Bridgerton.